# Severodvinsk
Severodvinsk (em russo:  Северодвинск) é uma cidade localizada em Óblast de Arkhangelsk, na Rússia. A cidade encontra-se no delta do rio Duína do Norte, a 35 km a oeste de Arkhangelsk. Fundada em 1936, a cidade já se chamou "Soudostroi" (1936-1938), e depois Molotovsk (1938-1957). A sua população era de 188 855 habitantes em 2009.
Em Severodvinsk foi construída a maioria dos submarinos nucleares soviéticos (e posteriormente, russos).
Nos tempos soviéticos, uma população de cerca de 60 000 presos do gulag sobrevivia em campos nos arredores de Molotovsk, em condições muito duras. Entre 1936 e 1953, calcula-se que terão morrido cerca de 25 000 destas pessoas. Em vésperas do início da Segunda Guerra Mundial, a população ascendia a 40 000 habitantes. Durante a guerra, 14 milhares de habitantes deixaram a cidade para ir para a frente de batalha, e só regressaram cerca de 4000. As mulheres e os adolescentes substituíram-nos nas fábricas de munições, apesar do frio e da falta de comida. Molotovsk acolheu em 1941  homens e equipamentos dos artilheiros de Leninegrado, evacuados perante o avanço do exército alemão. O porto de Molotovsk começou a funcionar em dezembro de 1941.

## Pessoas notaveis
- Marina Oswald Porter, viúva de Lee Oswald.[4]